# Mojżesz Broderson
Mojżesz Broderson, Mojsze Broderzon, pseud. Broderzinger (jid. ‏משה בראָדערזאָן‎; ur. 23 listopada 1890 w Moskwie, zm. 17 sierpnia 1956 w Warszawie) – polski poeta tworzący w języku jidysz, malarz i rysownik żydowskiego pochodzenia. Był jedną z czołowych postaci żydowskiej awangardy w Łodzi oraz czołowych poetów okresu międzywojennego w Polsce. Twórca, w 1927 r. (m.in. wraz z żoną Sonią Mandelbaum znaną pod pseudonimem Szejne Miriam, popularnego w Łodzi i Polsce Łódzkiego Żydowskiego Rewiowo-Kameralnego Teatru „Ararat”.

## Życiorys

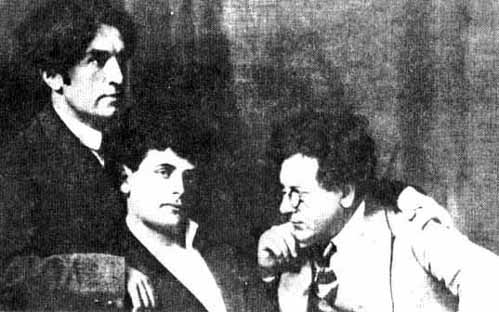
Mojżesz Broderson, Perec Markisz i Alter Kacyzne (lata 20.)

Lata I wojny światowej spędził w Moskwie, gdzie utrzymywał stałe kontakty z rosyjskimi artystami. Debiutował jako poeta w 1914 tomikiem poezji Szwarce fliterlech (pol. „Czarne świecidełka”). Od 1918 mieszkał w Łodzi. Tam też zaczął wydawać pierwsze w Polsce ekspresjonistyczne czasopismo żydowskie – almanach Jung Jidysz (1919), w którym m.in. publikował swoje grafiki i wiersze. Był współzałożycielem (na bazie almanachu) grupy Jung Jidysz, autorem nazwy i twórcą jej założeń ideowych, propagujących poszukiwanie narodowej sztuki żydowskiej. Projektował okładki tomików poezji, ilustrował swoje utwory. W 1922 zainicjował powstanie teatru marionetek Chad gadje. W tym też roku odbyła się premiera opery żydowskiej Dowid un Basszewe (pol. Dawid i Batszewa) do libretta jego autorstwa, do której scenografię zaprojektował i wykonał Władysław Wajntraub. Napisał scenariusz do filmu Weseli biedacy zrealizowanego w 1937, w którym w głównych rolach wystąpili aktorzy teatru „Ararat”, a który był ukoronowaniem ogólnopolskiej sławy tego teatru i jego twórcy. Wydawał w Polsce i Związku Radzieckim.
W 1948 zesłany na Syberię, skąd powrócił do Polski. Jego prace plastyczne i twórczość literacka należą do nurtu ekspresjonistyczno-futurystycznego, cechuje je dążenie do abstrakcji i geometryzacji form, nastroje pesymistyczne oraz motywy ikonograficzne czerpane ze świata fantazji i wielkiego miasta. Pisał teksty piosenek dla dzieci, utwory kabaretowe i libretta operowe. Zasłynął głównie utworami poetyckimi: Szwarc szabes (1920), Dos lecte lid (1974) oraz wierszem Cu di sztern (pol. „Do gwiazd”, 1922), którego fragment stał się mottem programowym warszawskiej grupy Hałastra.
Pochowany został na cmentarzu żydowskim przy ulicy Okopowej w Warszawie. Po dewastacji grobu jego córka Anetta (ur. 1920) przewiozła prochy ojca do Izraela na cmentarz Kirjat Sza’ul w Tel Awiwie. Pośmiertnie jego teksty były wykorzystywane w przedstawieniach Teatru Żydowskiego w Warszawie: Sure Szejndl z 1966 i Wielka wygrana z 1972 i 1985.

## Twórczość
- 1914: Szwarce fliterlech („Czarne świecidełka”)
- 1920: Perl ojfn bruk („Perły na bruku”)
- 1920: A chasenke („Weselisko”)
- 1921: Szwarc szabes („Czarny szabat”)
- 1921: Di malke Saba: dramatisze poema („Królowa Saba: poemat dramatyczny”)
- 1921: Ibergang: forsztelungen („Przejście: poezje”)
- 1921: Bagajsterung („Zachwyt”)
- 1929: Caplmenczelech („Pajacyki”)
- 1929: Feter sznajer („Dziad śnieżny”)
- 1937: Forsztelungen („Przedstawienia”)